# Lola THL2
Lola THL2 – samochód Formuły 1, zaprojektowany przez Neila Oatleya, Johna Baldwina i Rossa Brawna i skonstruowany przez Haas Lola. Model wziął udział w 14 Grand Prix w sezonie 1986.

## Historia
W 1985 roku Carl Haas ze wsparciem Beatrice Foods i Ford Motor Company założył zespół Formuły 1, Haas Lola. Haas podpisał z Fordem umowę na wyłączność, w myśl której Ford miał dostarczyć turbodoładowane silniki V6. Nie były one jednak gotowe od razu i powstały latem samochód Lola THL1 był napędzany silnikami Hart. Prowadzony przez Alana Jonesa zadebiutował pod koniec sezonu, ale był powolny i awaryjny.
Zimą model THL1 został zmodyfikowany tak, by umieścić w nim szeroki silnik Cosworth GB V6 turbo. Zespół postanowił, że drugim kierowcą będzie Patrick Tambay, który znał jego pracowników: Teddy'ego Mayera i Tylera Alexandra z czasów startów w McLarenie, a Carla Haasa ze startów w Can-Am. Opóźnienia w konstruowaniu nowego silnika zmusiły zespół do wystawienia starych modeli. THL2 zadebiutował podczas Grand Prix San Marino, gdzie w kwalifikacjach okazał się wolniejszy od poprzednika. W następnych Grand Prix obaj kierowcy korzystali już z nowego modelu, który wykazywał oznaki poprawy. Jones i Tambay kilkukrotnie mieli okazję zdobyć punkty, jednakże samochód okazywał się awaryjny. W Grand Prix Austrii obaj kierowcy punktowali po raz pierwszy w sezonie, zajmując odpowiednio czwarte i piąte miejsce. Jones był także szósty w Grand Prix Włoch.
Zmiana wśród zarządu Beatrice Foods spowodowała, że Carl Haas pod koniec roku pozostał z ważną umową z Fordem, ale bez sponsora. Spowodowało to wycofanie się z Formuły 1 i powrót Haasa do Stanów Zjednoczonych z zespołem Newman/Haas Racing. Umowę z Fordem przejął Benetton.

## Wyniki w Formule 1
| Legenda oznaczeń w tabelach wyników Wyświetl szablon na nowej stronie | Legenda oznaczeń w tabelach wyników Wyświetl szablon na nowej stronie                                                                     |
| Oznaczenie                                                            | Wyjaśnienie |
| --------------------------------------------------------------------- | --- |
| Złoty                                                                 | Zwycięzca lub mistrzostwo |
| Srebrny                                                               | 2. miejsce lub wicemistrzostwo |
| Brązowy                                                               | 3. miejsce lub II wicemistrzostwo |
| Zielony                                                               | Ukończył, punktował (w klasyfikacji generalnej, gdy zdobył co najmniej jeden punkt na przestrzeni sezonu, poza trzema powyższymi opcjami) |
| Niebieski                                                             | Ukończył, nie punktował (w klasyfikacji generalnej, gdy nie zdobył co najmniej jednego punktu na przestrzeni sezonu)                      |
| Czerwony                                                              | Nie zakwalifikował się (NZ) |
| Czerwony                                                              | Nie prekwalifikował się (NPK) |
| Różowy                                                                | Nie ukończył (NU) |
| Różowy                                                                | Niesklasyfikowany (NS) (w klasyfikacji generalnej, gdy nie został sklasyfikowany w żadnym wyścigu sezonu)                                 |
| Czarny                                                                | Zdyskwalifikowany (DK) |
| Czarny                                                                | Wykluczony (WYK/EX) |
| Biały                                                                 | Nie wystartował (NW) |
| Biały                                                                 | Kontuzjowany (K/INJ) |
| Biały                                                                 | Wyścig odwołany (OD/C) |
| Bez koloru                                                            | Został wycofany (WYC/WD) |
| Bez koloru                                                            | Nie przybył (NP/DNA) |
| Bez koloru                                                            | Nie brał udziału w treningach (NT/DNP) |
| Bez koloru                                                            | Nie został zgłoszony (–) |
| Pogrubienie                                                           | Start z pole position |
| Kursywa                                                               | Najszybsze okrążenie wyścigu |
| †                                                                     | Nie ukończył, ale jego rezultat został zaliczony ze względu na przejechanie więcej niż 90% dystansu wyścigu.                              |
| *                                                                     | Sezon w trakcie |
| 1/2/3                                                                 | Punktowana pozycja w sprincie kwalifikacyjnym                                                                                             |
| Lista systemów punktacji Formuły 1                                    | |

| Sezon | Zespół              | Silnik | Kierowcy       | Wyniki w poszczególnych eliminacjach | Wyniki w poszczególnych eliminacjach | Wyniki w poszczególnych eliminacjach | Wyniki w poszczególnych eliminacjach | Wyniki w poszczególnych eliminacjach | Wyniki w poszczególnych eliminacjach | Wyniki w poszczególnych eliminacjach | Wyniki w poszczególnych eliminacjach | Wyniki w poszczególnych eliminacjach | Wyniki w poszczególnych eliminacjach | Wyniki w poszczególnych eliminacjach | Wyniki w poszczególnych eliminacjach | Wyniki w poszczególnych eliminacjach | Wyniki w poszczególnych eliminacjach | Wyniki w poszczególnych eliminacjach | Wyniki w poszczególnych eliminacjach | Wyniki kierowców | Wyniki kierowców | Wyniki konstruktora | Wyniki konstruktora |
| 1986  |                     |        |                | Brazylia                             | Hiszpania                            | San Marino                           | Monako                               | Belgia                               | Kanada                               | Stany Zjednoczone                    | Francja                              | Wielka Brytania                      | Niemcy                               | Węgry                                | Austria                              | Włochy                               | Portugalia                           | Meksyk                               | Australia                            | Pkt.             | Msc.             | Pkt.                | Msc.                |
| ----- | ------------------- | ------ | -------------- | ------------------------------------ | ------------------------------------ | ------------------------------------ | ------------------------------------ | ------------------------------------ | ------------------------------------ | ------------------------------------ | ------------------------------------ | ------------------------------------ | ------------------------------------ | ------------------------------------ | ------------------------------------ | ------------------------------------ | ------------------------------------ | ------------------------------------ | ------------------------------------ | ---------------- | ---------------- | ------------------- | ------------------- |
| 1986  | Team Haas (USA) Ltd | Ford   | Alan Jones     | -                                    | -                                    | NU                                   | NU                                   | 11                                   | 10                                   | NU                                   | NU                                   | NU                                   | 9                                    | NU                                   | 4                                    | 6                                    | NU                                   | NU                                   | NU                                   | 4                | 12               | 6                   | 8                   |
| 1986  | Team Haas (USA) Ltd | Ford   | Patrick Tambay | -                                    | -                                    | -                                    | NU                                   | NU                                   | NU                                   | -                                    | NU                                   | NU                                   | 8                                    | 7                                    | 5                                    | NU                                   | NS                                   | NU                                   | NS                                   | 2                | 15               | 6                   | 8                   |
| 1986  | Team Haas (USA) Ltd | Ford   | Eddie Cheever  | -                                    | -                                    | -                                    | -                                    | -                                    | -                                    | NU                                   | -                                    | -                                    | -                                    | -                                    | -                                    | -                                    | -                                    | -                                    | -                                    | 0                | NS               | 6                   | 8                   |